# Necker-sziget
A Necker-sziget (hawaiiul Mokumanamana) a Csendes-óceánon található, az Északnyugati Hawaii-szigetek részeként 13 km-re a Ráktérítőtől. Nevét Jacques Neckerről kapta.
Meredek sziklafalakkal és nagyon kevés talajjal rendelkezik. Legnagyobb tengerszint feletti magassága 84 m.
Hosszabb ideig tartó emberi jelenlétre szinte semmilyen jel nem utal a szigeten, valószínűleg amiatt, hogy az ehhez szükséges erőforrások teljesen hiányoznak. Mindössze 33 kőszentélyt és néhány kőszerszámot találtak, hasonlóakat, mint amilyenek Hawaii főszigetén is megtalálhatók. Emiatt az antropológusok közül sokan úgy vélik, hogy a szigeten vallásos szertartásokat folytattak.
A kauai-i emberek mítoszai szerint a Necker-sziget utolsó menedéke volt a Menehunéknek, egyfajta törpe lényeknek, akik a hit szerint távol, rejtőzködve éltek az emberek elől, de kiváló kézművesek voltak, és szentélyeket is készítettek. 
Jean-François de La Pérouse francia felfedező volt az első európai, aki meglátogatta a szigetet, 1786-ban.

## Fordítás
- Ez a szócikk részben vagy egészben  a   Necker Island (Northwestern Hawaiian Islands) című angol Wikipédia-szócikk ezen változatának fordításán alapul.  Az eredeti cikk szerkesztőit annak laptörténete sorolja fel. Ez a jelzés csupán a megfogalmazás eredetét és a szerzői jogokat jelzi, nem szolgál a cikkben szereplő információk forrásmegjelöléseként.

## Galéria

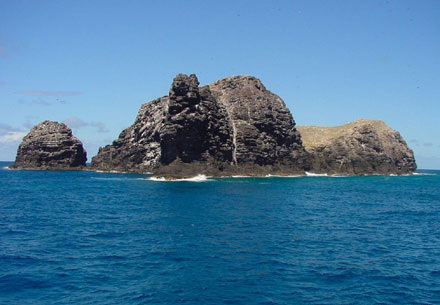
A sziget legnyugatibb pontja (Moʻo fej)
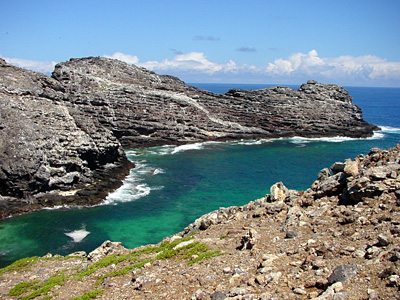
A Cápa-öböl
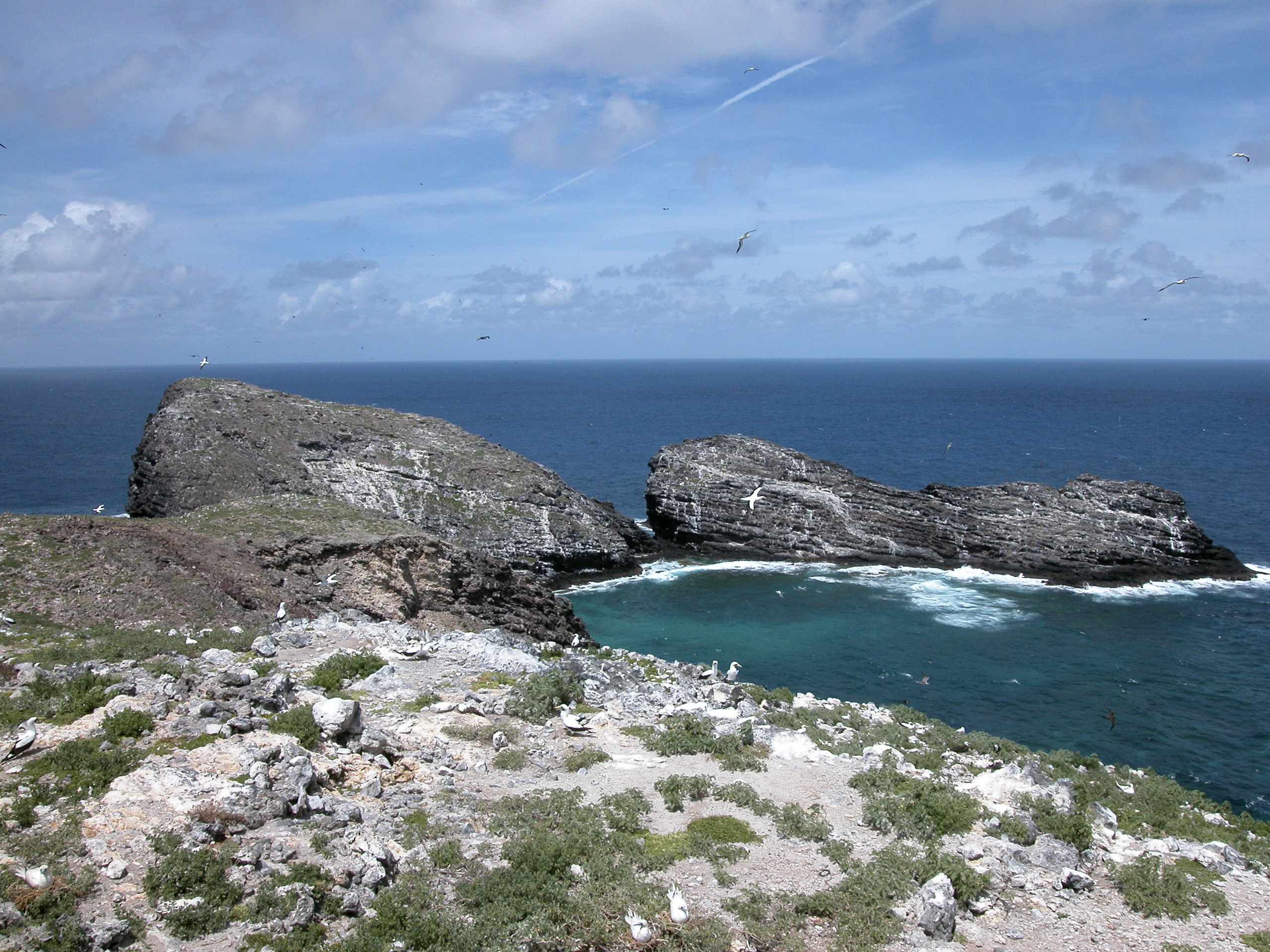
A sziget tetején